# Sint-Jozefkerk (Krakau-Podgórze)
De Sint-Jozefkerk (Pools: Kościół św. Józefa) is een rooms-katholieke parochiekerk in Podgórze, een aan de rechteroever van de Wijsel gelegen stadsdeel van Krakau.

## Geschiedenis

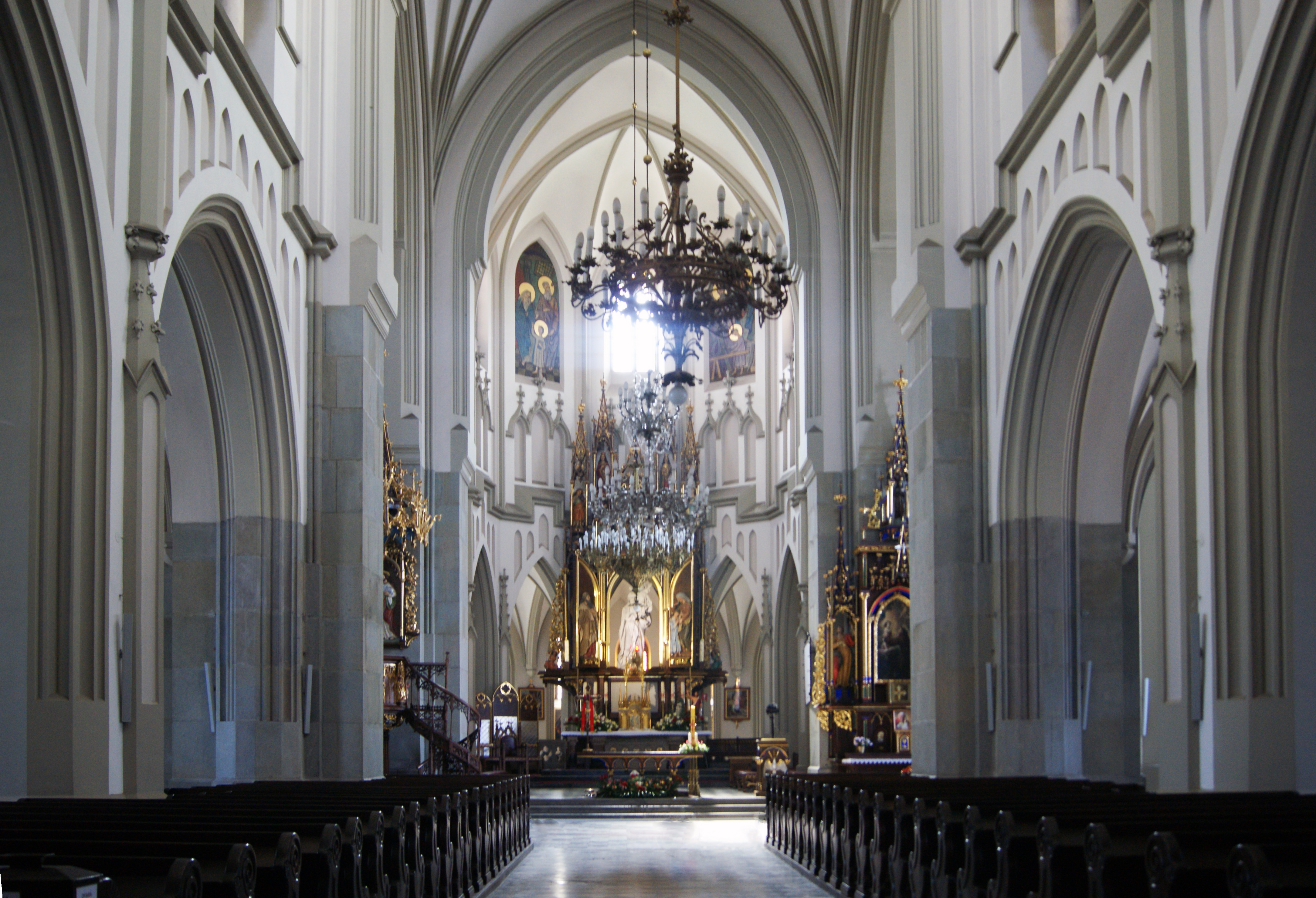
Interieur

De kerk met het uiterlijk van een gotische kathedraal werd in de jaren 1905-1909 in neogotische stijl gebouwd naar een ontwerp van Jan Sas Zubrzycki. De kerk bezit naast het hoogaltaar nog eens zes neogotische altaren, die alle dateren uit de periode dat de kerk werd gebouwd. 
Vanaf 1999 werd de kerk op initiatief van de priester van de Sint-Jozefkerk gerestaureerd. Het hoogaltaar, de zijaltaren, de kansel en het orgel werden gerenoveerd. Ook kregen de muren van het interieur van de kerk door de vervanging van een rood-blauwe kleurstelling door een wit-grijze het oorspronkelijke aanzien terug.  